# Lucius Arrius Pudens
Lucius Arrius Pudens war ein im 2. Jahrhundert n. Chr. lebender römischer Politiker.
Durch ein Militärdiplom, das auf den 18. Februar 165 datiert ist, ist belegt, dass Pudens 165 zusammen mit Marcus Gavius Orfitus ordentlicher Konsul war. Die beiden Konsuln sind noch durch zwei Inschriften belegt.